# Brorsenov komet
Brorsenov komet ali Komet Brorsen (uradna oznaka je 5D/Brorsen) je periodični komet, ki obkroži Sonce vsakih 5,5let. Odkril ga je 26. februarja 1846 danski astronom Theodor Brorsen (1819 – 1895). Pripada Jupitrovi družini kometov.

## Odkritje in opazovanja
Komet je bil v prisončju 25. februarja 1846, kar je samo en dan pred odkritjem, pozneje (27. marca) se je približal Zemlji na razdaljo 0,52 a.e. Zaradi tega je koma kometa narasla. Johann Friedrich Julius Schmidt je ocenil, da je bila 9. marca velika 3 do 4 kotne minute. Nazadnje so ga videli 22 aprila, ko je bil 20° oddaljen od severnega nebesnega pola. Ocenili so, da je njegova obhodna doba okoli 5, 5 let. Kot so predvidevali, so ga leta 1851 izgubili, ko je bil od zemlje oddaljen samo 1,5 a.e.
Poznavanje kometove tirnice je precej nezanesljivo, posebno še po približevanju kometa Jupitru v letih 1854 in 1857. Astronom Karl Christian Bruhns je našel komet 18. marca 1857. Hitro so izračunali njegovo tirnico in ugotovili, da je res komet 5D/BRorsen, čeprav se izračuni niso popolnoma ujemali s predvidevanji. Kometu so sledili do junija 1857. Izgubili so ga leta 1862 in ponovno našli leta 1868. Močno približanje Jupitru je skrajšalo njegovo obhodno dobo tako, da so ga zopet opazili leta 1873. Zelo ugodno za opazovanje je bilo leto 1879, ko so ga lahko opazovali celo štiri mesece. Leta 1862 so ga zopet izgubili, prav tako ga niso mogli opazovati niti leta 1890. Naslednje pojavljanje bi moralo biti leta 1901, vendar ga niso registrirali.
Trenutno spada ta komet med izgubljene komete.